# Jean-Emmanuel Guignard de Saint-Priest
Pour les articles homonymes, voir Saint-Priest et Guignard.
Pour les autres membres de la famille, voir Famille Guignard.
Jean-Emmanuel Guignard, vicomte de Saint-Priest, né le 21 mai 1714 à Paris et décédé le 18 octobre 1785 à Montpellier fut  intendant en Languedoc. Il fit réaliser les jardins du Château d'O, célèbre folie montpelliéraine.

## Origines familiales
Jean-Emmanuel Guignard, vicomte de Saint-Priest était le fils de Denis-Emmanuel Guignard, vicomte de Saint-Priest (1682-1722), président à mortier du parlement de Grenoble et de Catherine de Lescot de Chasselay. 
La famille Guignard de Saint-Priest était une ancienne famille noble du Dauphiné (Jacques de Guignard, Chr, président au Parlement de Metz, prévôt des marchands de Lyon en 1654 fut titré vicomte de Saint-Priest par lettres patentes de 1653).
Jean-Emmanuel Guignard de Saint-Priest se maria la veille de ses 17 ans en 1731 avec Louise Jacqueline Sophie de Barral de Montferrat, fille de Joseph, marquis de la Bastie d’Arvillars et de Marie-Françoise de Blondel, et sœur de l'évêque de Castres Jean-Sébastien de Barral.  Ils eurent sept enfants, dont trois fils et quatre filles.

## Carrière
La carrière et l'élévation de Jean-Emmanuel Guignard de Saint-Priest sont rapides. Il n'a pas encore 19 ans quand il entre en tant que conseiller, le 28 avril 1733, au parlement de Grenoble que présidait son père. 
Le 1er juillet 1745, le jeune vicomte de Saint-Priest achète l'office prestigieux et fort coûteux de maître des requêtes ordinaires de l'hôtel du Roi.
Le 1er janvier 1751, il est nommé intendant de la province de Languedoc et devient le personnage central de l'administration royale à Montpellier.
En 1764, il est nommé conseiller d'État par Louis XV, dignité dans laquelle il est reconduit en 1770.
Il meurt à la suite d'un « refroidissement » à Montpellier, dans l'exercice de ses fonctions d'intendant, le 18 octobre 1785. Il fut notamment le père de François-Emmanuel Guignard de Saint-Priest, ambassadeur de Louis XV,  ministre de la Maison du Roi puis ministre de l'Intérieur, lieutenant-général des armées du roi et pair de France en 1815. Sa fille Jeanne Marie Émilie épousa en 1754 Thomas Marie de Bocaud, et sa fille Mathurine se maria en 1756 à Marc Antoine Marie Thérèse de Dax, marquis d'Axat; sa petite fille (fille de François- Emmanuel) à Ange Jean Michel Bonaventure de Dax, marquis d'Axat.

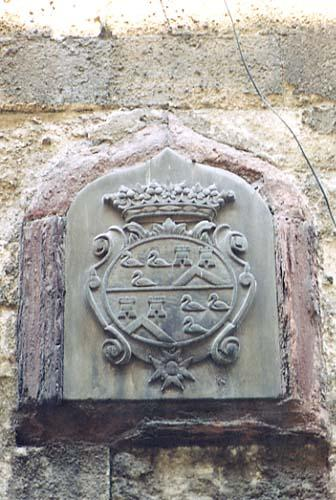
Armes de la
famille Guignard de Saint-Priest
sur l'ancien consulat français à Istanbul
Devise :
"Fort et Ferme".

## Liens externes

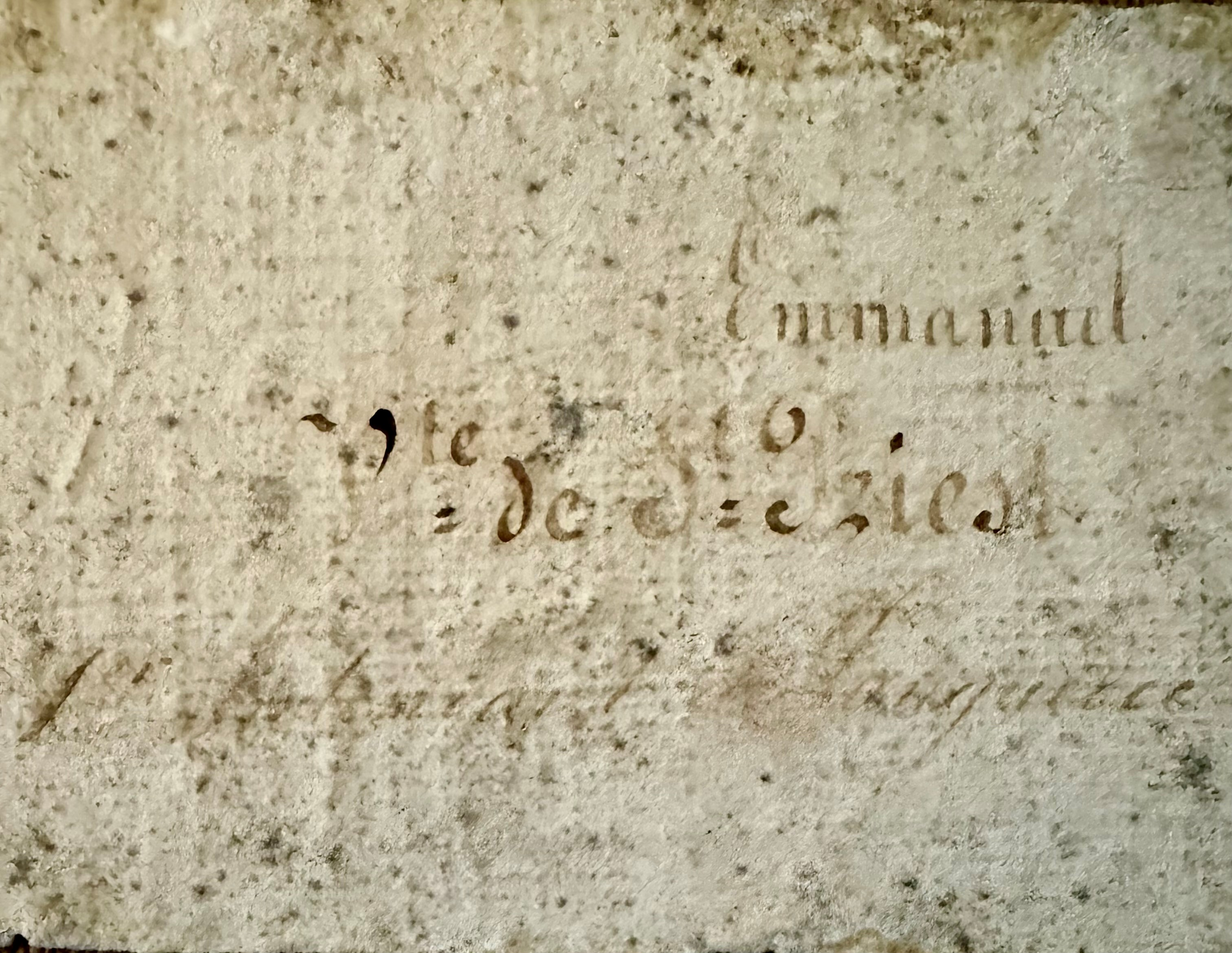
Inscription Jean Emmanuel de Guignard de Saint Priest

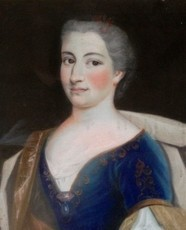
Louise de BARRAL de MONTFERRAT

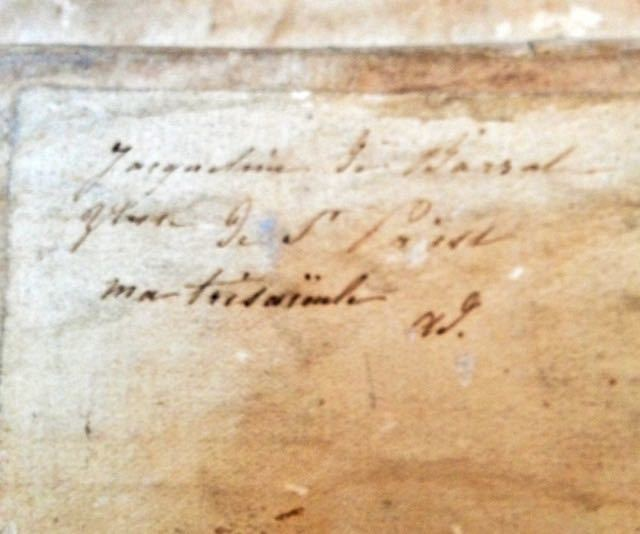
Inscription au dos du portrait de Louise Jacqueline de Barral